# Merta Sterling
Merta Sterling (Manitowoc, 13 de junio de 1883-Hollywood, 14 de marzo de 1944) fue una actriz estadounidense de la era de cine mudo que apareció en roles cómicos. Apareció en películas entre 1914 y 1927. Nació en Manitowoc, Wisconsin y murió en Hollywood, California.

## Filmografía
| Año  | Título                  | Papel              | Notas |
| ---- | ----------------------- | ------------------ | ----- |
| 1917 | Lonesome Luke, Lawyer   |                    | Corto |
| 1917 | Fat and Furious         | Merta              |       |
| 1918 | Clean Sweep             | Señora de Barbería | Corto |
| 1918 | The King of the Kitchen |                    | Corto |
| 1919 | The Janitor             | Hefty Hilda        |       |
| 1919 | The Sage-Brush League   |                    |       |
| 1920 | Up in Mary's Attic      | Lena Gerst         |       |
| 1923 | The Handy Man           | Cocinera           | Corto |
| 1923 | Scorching Sands         |                    | Corto |
| 1924 | Darwin Was Right        | Liza               |       |
| 1924 | Women First             | Mandy Lee          |       |
| 1924 | The Star Dust Trail     | Sirvienta          |       |
| 1927 | Paid to Love            | Sirvienta          |       |